# Дейр-Хафир
Дейр-Хафир (араб. دير حافر‎) — город на северо-западе Сирии, расположенный на территории мухафазы Халеб. Административный центр одноимённого района.

## История

### Гражданская война в Сирии
С 2013 года город находился под контролем Исламского государства. К западу от города расположена авиабаза Квайрес, которая около трёх лет находилась в окружении и только в ноябре 2015 года была деблокирована. Освобожденная правительственными войсками Сирии территория вокруг авиабазы Квайрес подходит вплотную к городу.

В марте 2017 года САА освободила город от Исламского государства.

## Географическое положение
Город находится в центральной части мухафазы, на высоте 334 метров над уровнем моря.

Дейр-Хафир расположен на расстоянии приблизительно 42 километров к востоку от Халеба, административного центра провинции и на расстоянии 315 километров к северо-северо-востоку (NNE) от Дамаска, столицы страны.

## Демография
По оценочным данным 2013 года численность населения составляла 35 409 человек.
Динамика численности населения города по годам:
| 2003   | 2012   |
| ------ | ------ |
| 28 067 | 35 409 |

## Транспорт
Ближайший гражданский аэропорт расположен в городе Халеб.